# (27592) 2001 AL44
(27592) 2001 AL44 es un asteroide perteneciente al cinturón exterior de asteroides, región del sistema solar que se encuentra entre las órbitas de Marte y Júpiter, descubierto el 14 de enero de 2001 por el equipo del Uppsala-DLR Asteroid Survey  desde el Observatorio de Kvistaberg, Uppsala, Suecia.

## Designación y nombre
Designado provisionalmente como 2001 AL44.

## Características orbitales
2001 AL44 está situado a una distancia media del Sol de 2,759 ua, pudiendo alejarse hasta 3,163 ua y acercarse hasta 2,356 ua. Su excentricidad es 0,146 y la inclinación orbital 10,099 grados. Emplea 1674,17 días en completar una órbita alrededor del Sol.

## Características físicas
La magnitud absoluta de 2001 AL44 es 14,88. Tiene 3,982 km de diámetro y su albedo se estima en 0,233.